# マイクロブラックホール
マイクロブラックホール (micro black hole) は、そのシュヴァルツシルト半径が量子サイズのブラックホールである。ミニブラックホールとも呼ばれる。ブラックホールの質量はシュヴァルツシルト半径に比例するため、質量もそれに応じ小さいが、量子サイズであることを考慮すればきわめて大きい。
ブラックホールを記述する一般相対性理論のシュヴァルツシルト解は、任意の質量のブラックホールを許容するが、当初はこのような極微のブラックホールを生成する現象は知られておらず、存在しえないと考えられていた。しかし、ビッグバン直後の高エネルギー状態の中で発生した可能性がある。

## 性質
マイクロブラックホールは量子力学的効果と一般相対論的効果を共に持つため、厳密な分析には量子重力理論が必要であるが、従来の量子力学と一般相対論の範囲である程度の性質が推測されている。
そのサイズゆえ、量子力学的効果が顕著に現れ、ホーキング輻射による質量喪失が無視できなくなり、比較的短時間で蒸発する。そのため、ビッグバン直後に原始ブラックホールとしてマイクロブラックホールが誕生したとしても、質量1.73億トン（半径0.256フェムトメートル）以下のものはすでに蒸発している。ブラックホールの蒸発は、その寿命の大半を終えるまであまり進まず、最後の短時間でほとんどの質量を失うため、現在も存在するマイクロブラックホールは、たまたま蒸発直前に出会うという偶然を別にすれば、その質量と半径をオーダーであまり下回らないはずである。
もし超弦理論などで予想されている余剰次元が存在すれば、ミクロのスケールでは重力は逆二乗則より急激に変化するため、短距離では重力が非常に強くなり、マイクロブラックホールの発生は一般相対論から導かれるよりはるかに容易になる。最も楽観的な予想では、LHCの出力で可能といわれ、余剰次元の実験的検証が期待されている。

## 量子重力理論におけるブラックホール
量子重力のいくつかの理論では、通常の古典的なブラックホールに対する量子補正を計算することが可能である。一般相対性理論の重力場方程式の解である従来のブラックホールとは対照的に、量子重力ブラックホールは、古典的な曲率の特異点が発生する場所付近に量子重力効果を組み込んでいる。量子重力効果のモデル化に使用される理論によれば、量子重力ブラックホールにはさまざまな種類がある。ループ量子ブラックホール、non-commutative black holes,、asymptotically safe black holesなどがある。これらのアプローチでは、ブラックホールには特異点が存在しない。
仮想マイクロブラックホールは、1995年にスティーヴン・ホーキングよって、1999年にFabio Scardigliによって、量子重力の候補となりうる大統一理論の一部として提案された。